# Jack Warner (Schauspieler)

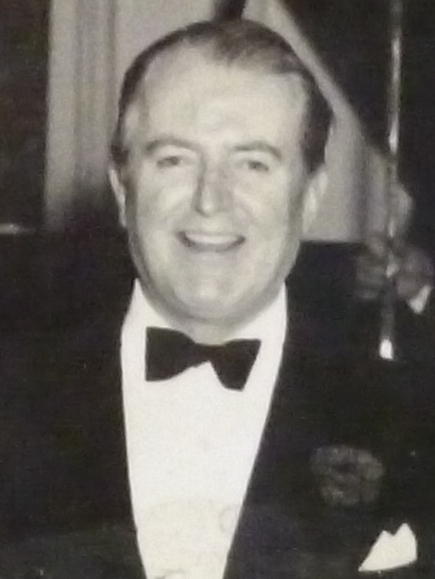
Jack Warner

Jack Warner (* 24. Oktober 1895 in London als Horace John Waters; † 24. Mai 1981 ebenda) war ein britischer Schauspieler.

## Leben und Karriere
Jack Warner wurde unter dem Namen Horace John Waters geboren. Seine Schwestern Elsie (1893–1990) und Doris (1904–1978) waren ebenfalls Schauspielerinnen und bildeten zusammen das Komikerduo „Gert and Daisy“, das vor allem während des Zweiten Weltkrieges erfolgreich war. Jack Warner besuchte die Coopers' Company and Coborn School in Mile End, zugleich traten er und seine Kinder bereits in ihrer Kindheit als Chorsänger in einer Kirche auf. Im Ersten Weltkrieg diente er als Fahrer bei der Royal Flying Corps und schlug sich zeitweise als Automechaniker in Paris durch. Schließlich wandte er sich der Schauspielerei zu. Wie seine Schwestern begann auch Warner seine Karriere als Schauspieler und Kabarettist im Varieté und im Radio. Während des Zweiten Weltkrieges hatte er eine Rolle in der bekannten Radioshow Garrison Theatre. Zur selben Zeit gab er auch sein Filmdebüt.
Obwohl Warner bei seinem Filmdebüt bereits 48 Jahre alt war, stieg er schnell zu einem Filmstar auf. Zwischen 1948 und 1953 wurde er fünfmal unter die zehn beliebtesten britischen Schauspieler gewählt. Großen Erfolg errang er als Familienvater in vier leichten Komödien um die Familie Huggett, die zwischen 1948 und 1949 entstanden. Noch häufiger spielte er allerdings in Kriminalfilmen die Rolle des rechtschaffenen Polizisten, etwa im Film The Quatermass Xperiment aus den Hammer Studios oder in einer Nebenrolle als Polizeichef in der Schwarzen Komödie Ladykillers, wo er den Geschichten der alten Mrs. Wimmerforce keinen Glauben schenkt, sie aber dennoch höflich behandelt. Warner war vor allem für seine rechtschaffenen und bodenständigen Charaktere bekannt, spielte aber auch gelegentlich sehr effektvoll schurkische Rollen. Insgesamt drehte er 36 Filme.
Zu Warners berühmtester Rolle wurde allerdings der pflichtbewusste und väterliche Polizist George Dixon, den er erstmals in dem Kriminalfilm The Blue Lamp aus dem Jahre 1949 spielte. Seine Figur wurde im Film zwar erschossen, allerdings sechs Jahre später für die Fernsehserie Dixon of Dock Green wiederbelebt. Die Serie lief bis 1976 mit insgesamt 432 Episoden. Warner spielte George Dixon bis zu seinem 80. Lebensjahr und begann jede Episode mit dem Satz: „Good Evening, All“. Die Serie wurde samstagabends zur besten Sendezeit ausgestrahlt, weshalb Warner zeitweise als der „berühmteste Polizist Englands“ galt – zumindest prägte er den Archetyp des perfekten Fernsehpolizisten für die Briten. Nach dem Ende der Serie war Warner noch 1979 neben Cliff Robertson in dem Film Schatten um Dominique zu sehen.
1965 erhielt Warner den Order of the British Empire und acht Jahre später die Ehrenbürgerschaft der Stadt London. Warner, der von 1933 bis zu seinem Tod mit Muriel Winifred verheiratet war, starb 1981 im Alter von 85 Jahren an einer Lungenentzündung. Polizisten der Paddington Green Police Station trugen Warners Sarg bei der Beerdigung. Er liegt auf dem East London Cemetery bestattet.

## Filmografie (Auswahl)
- 1943: The Dummy Talks
- 1946: Das gefangene Herz (The Captive Heart)
- 1946: Die kleinen Detektive (Hue and Cry)
- 1947: Der perfekte Mörder (Dear Murderer)
- 1947: Viel Vergnügen (Holiday Camp)
- 1947: Die Flucht vor Scotland Yard (It Always Rains On Sunday)
- 1948: Toto-Glück (Easy Money)
- 1948: Against the Wind
- 1948: Der Mann ohne Gewissen (My Brother's Keeper)
- 1948: Here Come the Huggetts
- 1949: Vote for Huggett
- 1949: The Huggetts Abroad
- 1949: Train of Events
- 1949: Boys in Brown
- 1950: The Centre Show (Fernsehserie)
- 1950: Die blaue Lampe (The Blue Lamp)
- 1951: Talk of a Millian
- 1951: Wölfe in der Nacht (Valley of Eagles)
- 1951: Eine Weihnachtsgeschichte (Scrooge)
- 1952: The Monster of Killoon
- 1952: Nur fünf Tage Zeit (Emergency Call)
- 1952: Meet Me Tonight
- 1953: Those People Next Door
- 1953: The Square Ring
- 1953: Albert R. N.
- 1954: The Final Test
- 1954: Bang! You’re Dead!
- 1954: Verbotene Fracht (Forbidden Cargo)
- 1955: Schock (The Quatermass Xperiment)
- 1955: Ladykillers (The Ladykillers)
- 1955–1976: Dixon of Dock Green (Fernsehserie, 432 Folgen)
- 1956: Now and Forever
- 1956: Home and Away
- 1958: Carve Her Name With Pride
- 1962: Jigsaw
- 1979: Schatten um Dominique (Dominique)